# Müzahir Sille
Müzahir Sille (* 21. September 1931 in Istanbul; † 17. Mai 2016) war ein türkischer Ringer. Er wurde 1960 Olympiasieger im griechisch-römischen Stil im Federgewicht.

## Werdegang
Müzahir Sille begann 1949 in Istanbul mit dem Ringen. Er startete für einen Istanbuler Ringerverein und bevorzugte den griechisch-römischen Stil. Seine Trainer waren Ragip Hoca, Hüseyin Erkmet, Adnan Yurdaer und Halil Yüceses. 1955 hatte er in seiner Gewichtsklasse die türkische Spitzenklasse erreicht. Im März 1955 bestand er seine erste internationale Bewährungsprobe, als er in Istanbul in einem Länderkampf der Türkei gegen Schweden zu einem Schultersieg über Gunnar Håkansson kam. In der internen türkischen Ausscheidung für einen Startplatz bei den Weltmeisterschaften 1955 in Karlsruhe setzte er sich gegen Riza Dogan durch.
Bei den Weltmeisterschaften 1955 in Karlsruhe besiegte Müzahir Sille im Federgewicht Gunnar Håkansson und Bela Torma aus Jugoslawien, dann verlor er überraschend gegen den Belgier Joseph Mewis und hatte in der 4. Runde Freilos, dem er es verdankte, dass er in das Finale kam, in dem er gegen Imre Polyák aus Ungarn verlor. Er wurde damit Vize-Weltmeister.
1956 war Müzahir Sille bei den Olympischen Spielen in Melbourne am Start. Wieder im Federgewicht ringend, wurde er in seinem ersten Kampf Schultersieger über R. Dsneladse aus der Sowjetunion und kam in der 2. Runde zu einem Schultersieg über T. Ickeringill aus Australien. Danach verlor er gegen Gunnar Håkansson nach Punkten und wurde von Imre Polyak geschultert. Mit einem 4. Platz verfehlte er knapp die Medaillenränge.
Bei den Weltmeisterschaften 1958, die in Budapest stattfand, zeigte sich Müzahir Sille in sehr guter Form. Er besiegte im Federgewicht Kjell Johansson, Schweden, Franz Schmitt, Bundesrepublik Deutschland, Micula, Rumänien, Ahokas, Finnland, Golosin, Jugoslawien und Wladimir Staschkewitsch aus der Sowjetunion. Im Finale traf er erneut auf Imre Polyak, gegen den er auf Schulter verlor. Er wurde damit wieder Vize-Weltmeister.
Bei den Olympischen Spielen 1960 in Rom gelang Müzahir Sille dann der größte Erfolg seiner Ringerlaufbahn. Er besiegte in Rom im Federgewicht Gottlieb Neumair, Bundesrepublik Deutschland, Macioch, Polen, Lars Freij, Schweden und M. Mansour, Ägypten. In der 5. Runde musste er eine überraschende Niederlage gegen den deutschstämmigen Rumänen Mihai Schultz einstecken. In der nächsten Runde, in der Schultz ausschied, hatte Müzahir Sille Freilos und kam so in das Finale, in dem er wiederum Imre Polyak gegenüberstand, gegen den er dieses Mal einen knappen Punktsieg feiern konnte und damit Olympiasieger wurde.
1961 ging Müzahir Sille zusammen mit Mithat Bayrak, einem weiteren türkischen Olympiasieger, nach Deutschland und startete für den KSV Witten 07.
1964 qualifizierte er sich in der Türkei noch einmal für die Teilnahme an den Olympischen Spielen in Tokio. In Tokio schied er im Federgewicht nach einem Unentschieden gegen Skrydstrup, Dänemark und einer Schulterniederlage gegen Roman Rurua, Sowjetunion, bereits nach der 2. Runde aus und kam nur auf den 20. Platz.
1986 kehrt Müzahir Sille in die Türkei zurück.

## Internationale Erfolge
| Jahr | Platz | Wettbewerb                       | Gewichtsklasse | Ergebnisse |
| 1955 | 2.    | WM in Karlsruhe                  | Feder          | nach Schultersiegen über Gunnar Håkansson, Schweden und Bela Torma, Jugoslawien, einer Schulterniederlage gegen Joseph Mewis, Belgien und einer Punktniederlage gegen Imre Polyák, Ungarn                              |
| 1956 | 4.    | OS in Melbourne                  | Feder          | nach Schultersiegen über R. Dsneladse, UdSSR und T. Ickeringill, Australien, einer Punktniederlage gegen Gunnar Håkansson und einer Schulterniederlage gegen Imre Polyak                                               |
| 1958 | 2.    | WM in Budapest                   | Feder          | nach Siegen über Kjell Johansson, Schweden, Franz Schmitt, Bundesrepublik Deutschland, Micula, Polen, Ahokas, Finnland, Golosin, Jugoslawien und Wladimir Staschkewitsch, UdSSR und einer Niederlage gegen Imre Polyak |
| 1959 | 1.    | Balkan-Meisterschaft in Istanbul | Feder          | |
| 1960 | Gold  | OS in Rom                        | Feder          | nach Siegen über Gottlieb Neumair, Bundesrepublik Deutschland, Macioch, Polen, Lars Freij, Schweden und M. Mansour, Ägypten, einer Niederlage gegen Mihai Schultz, Rumänien und einem Sieg über Imre Polyak            |
| 1964 | 20.   | OS in Tokio                      | Feder          | nach einem Unentschieden gegen Skrydstrup, Dänemark und einer Niederlage gegen Roman Rurua, UdSSR |

Erläuterungen
- alle Wettkämpfe im griechisch-römischen Stil
- Federgewicht, damals Gewichtsklasse bis 62 kg Körpergewicht
- OS = Olympische Spiele, WM = Weltmeisterschaften